# Bob Tetzlaff
Robert Paul „Bob“ Tetzlaff (* 13. November 1935 in Milwaukee; † 27. September 2012 in Los Gatos) war ein US-amerikanischer Radrennfahrer.
1951 gewann Bob Tetzlaff im Alter von 15 Jahren sein erstes Rennen. In den folgenden Jahren gewann er zahlreiche heimische Rennen und bekam  – wegen seines sehr hellen blonden Haares – den Beinamen „platinum terror“.  1952 startete er bei den Ausscheidungsrennen zur Teilnahme an den Olympischen Sommerspielen in Helsinki, konnte sich aber nicht qualifizieren. 1958 startete er bei den UCI-Straßen-Weltmeisterschaften in Reims. Diese Erfahrung bewog ihn dazu, die Teilnahme US-amerikanischer Rennfahrer bei internationalen Radsportereignissen zu propagieren und selbst bei vielen ausländischen Rennen als Vorreiter zu starten.
1959 errang Tetzlaff bei den Panamerikanischen Spielen in Chicago die Goldmedaille im Einzelzeitfahren, im Straßenrennen belegte er Platz sechs. Im selben Jahr gewann er die Trophäe „Best All Rounder“. 1960 startete er bei den Olympischen Sommerspielen in Rom und wurde 75. im olympischen Straßenrennen sowie Elfter im Mannschaftszeitfahren. 1963 wiederholte er bei den Panamerikanischen Spielen seinen Erfolg im Einzelzeitfahren, wurde im Straßenrennen Elfter und errang gemeinsam mit der Mannschaft die Silbermedaille im Mannschaftszeitfahren. 1966 wurde er US-amerikanischer Meister im Straßenrennen. 1970 war er der erste US-Amerikaner, der bei der Tour of Ireland startete. 
In den 1970er Jahren überarbeitete Bob Tetzlaff das Regelbuch des US-amerikanischen Radsportverbandes und passte es internationalen Standards an. Er begleitete Mannschaften zu Rennen in Europa und organisierte ein Radrennen in seinem Heimatort. 1977 errang er bei der nationalen Masters-Meisterschaft im Straßenrennen die Silbermedaille.
1960 war Tetzlaff Mitbegründer des Los Gatos Bicycle Racing Club. Er fuhr Rennen nur als Amateur. Er hatte eine Ausbildung als Grundschullehrer und war viele Jahre in diesem Beruf tätig. 
2003 wurde Bob Tetzlaff in die United States Bicycling Hall of Fame aufgenommen. Seine Laudatio lautete: „Bob Tetzlaff was the first ‚giant‘ of modern American cycling, comparable to Greg Lemond, and Lance Armstrong in other eras.  In his own time, Bob was known as King of the Road for his ability to win every type of race; he was equally as good on the track.“